# Euphronarcha hemipteraria
Euphronarcha hemipteraria är en fjärilsart som beskrevs av Achille Guenée 1857. Euphronarcha hemipteraria ingår i släktet Euphronarcha och familjen mätare. Inga underarter finns listade i Catalogue of Life.